# 12515 Суйсекі
12515 Суйсекі (12515 Suiseki) — астероїд головного поясу, відкритий 30 квітня 1998 року.
Тіссеранів параметр щодо Юпітера — 3,486.
Названо на честь Суйсекі (яп. すいせき(水石) суйсекі).